# Andy Limaylla
Limaylla  Zevallos est un nom espagnol. Le premier nom de famille, en général paternel, est Limaylla ; le second, en général maternel, souvent omis, est Zevallos.
Andy Limaylla, né le 11 février 1990, est un coureur cycliste péruvien.

## Biographie
Andy Limaylla est né le 11 février 1990,. 
En 2011 et 2012, il devient champion du Pérou du contre-la-montre dans la catégorie espoirs (moins de 23 ans). Il remporte ensuite ce titre chez les élites en 2014. La même année, il finit douzième et premier coureur péruvien du Tour du sud de la Bolivie. 
En 2018, il représente son pays lors des championnats panaméricains, où il termine 36e de la course en ligne. En décembre 2019, il porte de nouveau les couleurs du Pérou sur le Tour du Costa Rica. Meilleur coureur de sa délégation, il se classe neuvième de deux étapes et quatorzième du classement général. 

## Palmarès
- 2009
  - 3e du championnat du Pérou du contre-la-montre espoirs
- 2010
  - 2e du championnat du Pérou du contre-la-montre espoirs
- 2011
  -  Champion du Pérou du contre-la-montre espoirs
  - Vuelta Orgullo Wanka :
    - Classement général
    - 3e étape
- 2012
  -  Champion du Pérou du contre-la-montre espoirs
  - 3e étape de la Vuelta Yarinacocha
- 2013
  - 3eb étape de la Vuelta Orgullo Wanka
- 2014
  -  Champion du Pérou du contre-la-montre
  - 1re étape de la Vuelta Orgullo Wanka
  - 3e du championnat du Pérou sur route
- 2015
  - 2e du championnat du Pérou du contre-la-montre
- 2016
  - 2e du championnat du Pérou du contre-la-montre
  - 3e du championnat du Pérou sur route
- 2017
  - 3e du championnat du Pérou du contre-la-montre
  - 3e du championnat du Pérou sur route
- 2018
  - 2e étape de la Vuelta a la Ciudad de León de Huánuco
  - 2e de la Vuelta a la Ciudad de León de Huánuco
- 2019
  - 3e du Tour du Pérou